# Dansk Artist Forbund
Dansk Artist Forbund (DAF) er et dansk fagforbund for udøvende kunstnere indenfor musik, cirkus, dans og show. Forbundet blev stiftet i 1918, og i dag har det omkring 1.500 medlemmer. DAF var medlem af LO, men siden d. 1. januar 2019 er DAF medlem af FH.
Forbundet har som sin hovedopgave at medvirke til at styrke de udøvende kunstneres arbejdsvilkår og sikre at medlemmernes ophavsret ikke krænkes, at sikre og formidle rettighedsbetaling fra bl.a. Gramex og Copy-Dan samt at yde juridisk bistand. 
Fagforbundet indgår overenskomster indenfor artisternes arbejdsområder.
DAF udgiver fagbladet Artisten.
DAF's forperson er Sara Indrio (siden 2020).